# 奥兰 (摩泽尔省)
奥兰（法語：Holling，法語發音：[ɔlɛ̃]；洛林法兰克语：Holléngen）是法国摩泽尔省的一个市镇，属于福尔巴克-布莱摩泽尔区。

## 地理
奥兰（49°15'42"N, 6°29'48"E）面积4.86 平方千米，位于法国大東部大區摩泽尔省，该省份为法国东北部内陆省份，是洛林的一部分，西南接默尔特-摩泽尔省，东临下莱茵省，北与卢森堡和德国接壤。
与奥兰接壤的市镇（或旧市镇、城区）包括：昂兹兰、贝唐日、弗赖斯特罗夫、戈姆朗日、雷梅尔方、瓦尔曼斯泰。

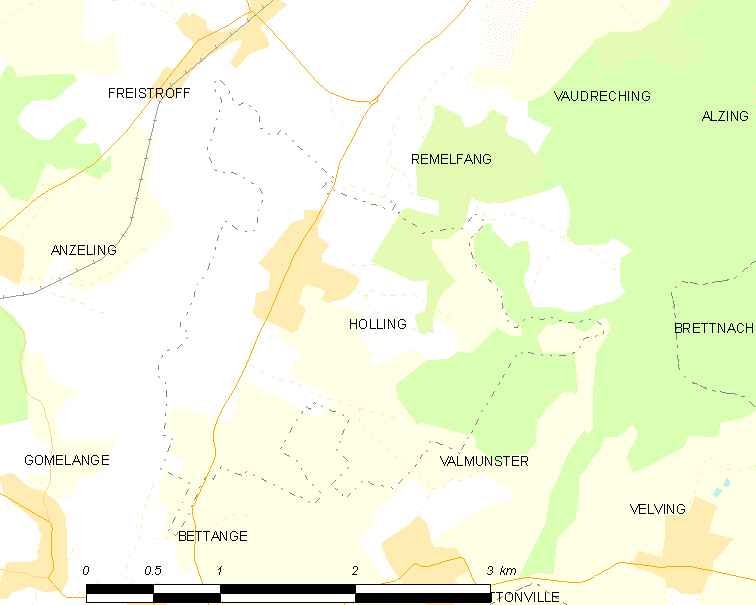
的OSM定位图

奥兰的时区为UTC+01:00、UTC+02:00（夏令时）。

## 行政
奥兰的邮政编码为57220，INSEE市镇编码为57329。

## 政治
奥兰所属的省级选区为布宗维尔县。

## 人口

1962-2008年间人口变化图示

奥兰于2022年1月1日时的人口数量为443人。